# 754
Раннє Середньовіччя. У Східній Римській імперії триває правління Костянтина V. Більшу частину території Італії займає Лангобардське королівство, деякі області належать Візантії. У Франкському королівстві править король Піпін Короткий. Піренейський півострів, окрім Королівства Астурія, в руках маврів. В Англії триває період гептархії. Центр Аварського каганату лежить у Паннонії. Існують слов'янські держави: Карантанія та Перше Болгарське царство.
Аббасидський халіфат займає великі території в Азії та Північній Африці. У Китаї править династія Тан. В Індії почалося піднесення імперії Пала. У Японії триває період Нара. Хазарський каганат підпорядкував собі кочові народи на великій степовій території між Азовським морем та Аралом. Територію на північ від Китаю займає Уйгурський каганат.
На території лісостепової України в VIII столітті виділяють пеньківську й корчацьку археологічні культури. У VIII столітті тривало швидке розселення слов'ян. У Північному Причорномор'ї співіснують різні кочові племена, зокрема булгари, хозари, алани, авари, тюрки, кримські готи.

## Події

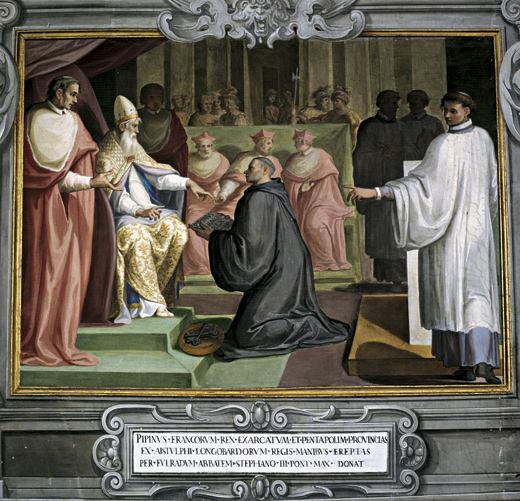
Дар Піпіна

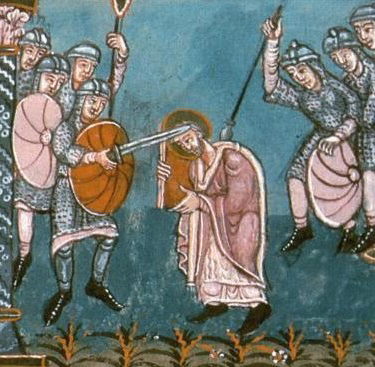
Мучеництво Боніфатія

- 7 січня Папа Римський Стефан III попросив у Понтьйоні франкського короля Піпіна III Короткого звільнити Равенну від лангобардів і здійснив друге помазання Піпіна на правління. Прийняли від папи помазання і сини Піпіна Карл і Карломан.
- 14 квітня у К'єрзі (130 кілометрів від Парижа) франкський король Піпін III Короткий зустрівся з папою римським Стефаном III і підписав з ним угоду, за якою зобов'язувався створити на території в околицях Рима церковну державу, якою б управляли папи, захищати її і передати папі колишній візантійський екзархат Равенну, захоплений лангобардами. Папа Стефан у відповідь визнавав Каролінгів законними королями Франкської держави і надавав Піпіну Короткому та його синам тутули патриціїв.
- Піпін Короткий відправив послів до лангобардського короля Айстульфа, але той відмовився їх слухати. В свою чергу Айстульф попросив посередництва у брата франкського короля Карломана, ченця в Монте-Кассіно. Карломан поїхав у Францію, але там його заточили в монастир у В'єнні, де він і помер.
- Святого Боніфатія убили в Доккумі язичники.
- В Аббасидському халіфаті почалося правління аль-Мансура.
- Китай налічує 52 млн жителів. У Чан'яні живе понад 2 млн людей.
- Проведено Іконоборчий собор, рішення якого не визнають ні Східна, ні Західна Церкви.